# Mir-Sapor (argapetes)
Mir-Sapor (Mihr-Šāpūr) foi um oficial sassânida do século V, ativo durante o reinado do xá Isdigerdes I (r. 399–420). Aparece em 410, quando foi enviado com Cosroes-Isdigerdes como representante do rei no concílio nestoriano de Selêucia-Ctesifonte. Ele é descrito como membro da "casa de Argapetes", um ofício parto-sassânida que desde o século V havia se tornado hereditário e um sobrenome.

## Nome
Mir (Mihr) é a forma em persa médio e parta (𐭬𐭲𐭥), armênio (միհր) e georgiano (მიჰრ) do nome do deus Mitra (em avéstico: 𐬨𐬌𐬚𐬭𐬀, em persa antigo: 𐎷𐎰𐎼, Miθra), cujo nome significa "Sol, amor, amizade". Por sua vez, o nome Xapur (Šapur) combina as palavras šāh (rei) pūr (filho), significando literalmente "filho do rei". Seu nome foi utilizado por vários reis e notáveis durante o Império Sassânida e além e deriva do persa antigo Quexaiatia.putra (*xšayaθiya.puθra). Pode ter sido um título, mas ao menos desde as últimas décadas do século II tornou-se um nome próprio. Foi registrado em parta (𐭔𐭇𐭉𐭐𐭅𐭇𐭓, šḥypwḥr) e persa médio (𐭱𐭧𐭯𐭥𐭧𐭥𐭩, šhpwr-y) como Xapur, em pálavi maniqueísta como Xabur (em parta: 𐫢𐫀𐫁𐫇𐫍𐫡, Š’bwhr), no livro pálavi como Xapur (šhpwhl), em armênio como Xapu (Շապուհ, Šapuh) e Xapur (Շապուրհ, Šapurh), em siríaco como Xabor (ܫܒܘܪ, Šāḇōr), em sogdiano como Xapur (š’p(‘)wr), em grego como Sapores (Σαπώρης, Sapṓrēs), Sabur (Σαβούρ, Saboúr) e Sabor (Σαβόρ, Sabór), em latim como Sapores e Sapor, em árabe como Assabur (الصبور, al-Sābūr) e em persa novo como Xapur (شاپور / شاه پور, Šāpur / Šāhpur), Xafur (شاهفور, Šahfur), etc.